# Józef Telesiński
Józef Grzegorz Telesiński (również Tylesiński) (ur. 16 marca 1829 w Warszawie, zm. w 1876) – polski muzyk, skrzypek, koncertujący w XIX wieku w Paryżu.
Józef Telesiński wyjechał w młodości z Warszawy do Paryża. Był uczniem Jeana-Delphina Alarda w Konserwatorium Paryskim. Jego grę sprawozdawcy określali jako stanowczą, świetną, urozmaiconą, czystą pod względem intonacyi, szlachetną w stylu. W czasie koncertów akompaniował mu czasem Józef Wieniawski.
Telesiński korespondował m.in. ze Stanisławem Moniuszką i Antonim Kątskim. Listy od nich zachowały się w zbiorach jego ciotecznego wnuka, Tomasza Piskorskiego w jego mieszkaniu przy Nowym Zjeździe 3 w Warszawie do powstania warszawskiego, kiedy spłonęły wraz z całym domem.

## Życie prywatne
Józef Telesiński był synem Szymona i Marianny z domu Zawadzkiej. Był bratem m.in. Franciszki Telesińskiej (1825–1861), która wyszła około 1850 roku za Augusta Piskorskiego.